# Cykelpigen (gavlmaleri)
Cykelpigen er et gavlmaleri malet af Seppo Mattinen i 1993 på bygningen Nørrebrogade 14 i København.

## Baggrund
I begyndelsen af 1990'erne besluttede Københavns Kommune at give støtte til kunst på byens gavle. Gavlen på Nørrebrogade 14 var ledig, fordi ejendommen, der engang husede varehuset Bulldog på Nørrebrogade 16, blev brændt ned under generalstrejken i 1944, da ejeren var tyskvenlig. Siden har kun en bygning i én etage, der nu huser supermarkedet Fakta, optaget Nørrebrogade 16, hvorfor gavlen stadig er fri. Den finske kunstner Seppo Mattinen fik tilbudt at udsmykke gavlen, og i 1993 blev værket, der er inspireret af Nørrebrogades cykelkultur, indviet.

## Maleriet fjernes
I begyndelsen af 2019 kom det frem, at cykelpigen risikerede at forsvinde pga. renovering af ejendommen Nørrebrogade 14. Ny Carlsbergfondet tilbød at betale for en redning, men i juni 2019 stod det klart, at maleriet alligevel går tabt, da der skal etableres franske altaner i ejendommen.